# Wereldkampioenschap schaatsen allround vrouwen 1966
Het zevenentwintigste Wereldkampioenschap schaatsen allround voor vrouwen werd op 12 en 13 februari 1966 verreden op de Øia ijsbaan van Trondheim, Noorwegen. Er was geen titelverdedigster: de winnares van de editie van 1965, Inga Artamonova, was een maand eerder door haar man vermoord.
Er deed een recordaantal van vijfendertig deelneemsters uit, ook een record, vijftien landen mee: Noorwegen (2), de DDR (2), Finland (3), Frankrijk (1), Hongarije (1), Nederland (4), Polen (2), de Sovjet-Unie (5), West-Duitsland (2), Zweden (2), China (4), Japan (2), Noord-Korea (2), Australië (1) en de Verenigde Staten (2). Zestien rijdsters debuteerden deze editie, waaronder Wil Burgmeijer (14e) en Wil van Wees (16e). Carry Geijssen reed haar derde WK Allroundtoernooi, en eindigde op de negende plaats.
Stien Kaiser verbeterde haar prestatie van het WK van 1965 door nu een gouden medaille op de 3000m (in een kampioenschapsrecord), een zilveren medaille op de 1500m en een bronzen medaille op de 1000m te winnen en weer derde in het eindklassement te worden.
De Noord-Koreaanse Kim Song-sun was de eerste Aziatische vrouw, en pas de derde niet-Europese na Helen Bina (1933) en Kit Klein (1935, 1936), die op het erepodium van het WK Allround zou plaatsnemen bij de huldiging, zij werd tweede. Haar gouden medaille op de 1500m en zilveren medaille op de 1000m waren samen met de bronzen medaille van Han Pil-hwa op de 3000m de eerste afstandsmedailles van Noord-Korea op het WK Allround.
De wereldtitel ging voor de derde keer naar Valentina Stenina, een van oorsprong Wit-Russische rijdster die uitkwam voor de Sovjet-Unie, en die daarmee de vierde vrouw werd -na Laila Schou Nilsen, Maria Isakova en Inga Artamonova- die deze prestatie realiseerde.
Ook dit kampioenschap werd over de kleine vierkamp, respectievelijk de 500m, 1500m, 1000m en 3000m, verreden.

## Medailles per afstand
| Afstand | Goud ·              | Zilver ·          | Brons ·                        |
| ------- | ------------------- | ----------------- | ------------------------------ |
| 500m    | Irina Jegorova      | Ljoedmila Titova  | Valentina Stenina              |
| 1500m   | Kim Song-sun        | Stien Kaiser      | Valentina Stenina              |
| 1000m   | Tatjana Rastopsjina | Kim Song-sun      | Valentina Stenina Stien Kaiser |
| 3000m   | Stien Kaiser        | Valentina Stenina | Han Pil-hwa                    |

## Klassement
| Rang   | Schaatsster              | Land                           | Punten  | 500m        | 1500m         | 1000m       | 3000m       |
| ------ | ------------------------ | ------------------------------ | ------- | ----------- | ------------- | ----------- | ----------- |
| Goud   | Valentina Stenina        | Sovjet-Unie                    | 197,733 | 47,7 (3)    | 2.31,5 (3)    | 1.36,3 (3)  | 5.08,3 (2)  |
| Zilver | Kim Song-sun             | Noord-Korea                    | 198,233 | 47,9 (4)    | 2.29,4 (1)    | 1.36,2 (2)  | 5.14,6 (5)  |
| Brons  | Stien Kaiser             | Nederland                      | 199,217 | 49,5 (20)   | 2.31,4 (2)    | 1.36,3 (3)  | 5.06,6 (1)  |
| 4      | Irina Jegorova           | Sovjet-Unie                    | 200,000 | 46,9 (1)    | 2.33,6 (5)    | 1.37,4 (10) | 5.19,2 (7)  |
| 5      | Kaija Mustonen           | Finland                        | 200,316 | 49,0 * (13) | 2.31,9 (4)    | 1.37,1 (8)  | 5.12,8 (4)  |
| 6      | Han Pil-hwa              | Noord-Korea                    | 200,600 | 48,7 (11)   | 2.34,3 (6)    | 1.37,3 (9)  | 5.10,9 (3)  |
| 7      | Lasma Kauniste           | Sovjet-Unie                    | 201,616 | 48,2 (7)    | 2.34,9 (8)    | 1.36,7 (7)  | 5.20,6 (8)  |
| 8      | Tatjana Rastopsjina      | Sovjet-Unie                    | 202,250 | 48,8 (12)   | 2.35,8 (10)   | 1.35,9 (1)  | 5.21,4 (9)  |
| 9      | Carry Geijssen           | Nederland                      | 202,483 | 48,5 (8)    | 2.34,6 (7)    | 1.38,6 (11) | 5.18,9 (6)  |
| 10     | Ying Chun                | China                          | 204,433 | 48,6 (9)    | 2.36,4 (11)   | 1.38,8 (12) | 5.25,8 (11) |
| 11     | Wang Shuyuan             | China                          | 204,617 | 48,1 (6)    | 2.37,4 (13)   | 1.39,2 (14) | 5.26,7 (12) |
| 12     | Sigrid Sundby            | Noorwegen                      | 204,800 | 49,2 (16)   | 2.35,3 (9)    | 1.36,4 (5)  | 5.33,8 (15) |
| 13     | Kaija-Liisa Keskivitikka | Finland                        | 207,067 | 49,2 (16)   | 2.38,9 (15)   | 1.40,0 (16) | 5.29,4 (14) |
| 14     | Wil Burgmeijer           | Nederland                      | 207,384 | 49,3 (18)   | 2.38,9 (15)   | 1.40,7 (18) | 5.28,6 (13) |
| 15     | Lisbeth Berg             | Noorwegen                      | 209,116 | 49,6 (22)   | 2.38,8 (14)   | 1.41,3 (23) | 5.35,6 (16) |
| 16     | Wil van Wees             | Nederland                      | 214,066 | 58,4 * (35) | 2.36,4 (11)   | 1.39,0 (13) | 5.24,2 (10) |
| NC17   | Sachiko Saito            | Japan                          | 151,983 | 49,1 (14)   | 2.39,4 (19)   | 1.39,5 (15) | -           |
| NC18   | Ljoedmila Titova         | Sovjet-Unie                    | 152,033 | 47,4 (2)    | 2.49,0 * (34) | 1.36,6 (6)  | -           |
| NC19   | Dianne Holum             | Verenigde Staten               | 153,000 | 48,6 (9)    | 2.42,9 (27)   | 1.40,2 (17) | -           |
| NC20   | Yasuko Takano            | Japan                          | 154,050 | 50,5 (29)   | 2.39,6 (20)   | 1.40,7 (18) | -           |
| NC21   | Jeannette Neil           | Australië                      | 154,283 | 50,6 (30)   | 2.39,7 (21)   | 1.40,9 (20) | -           |
| NC22   | Li Fengqing              | China                          | 154,400 | 49,3 (18)   | 2.41,1 (22)   | 1.42,8 (29) | -           |
| NC23   | Christina Karlsson       | Zweden                         | 154,517 | 50,2 (27)   | 2.41,6 (24)   | 1.40,9 (20) | -           |
| NC24   | Jenny Fish               | Verenigde Staten               | 154,700 | 47,9 (4)    | 2.47,7 (32)   | 1.41,8 (25) | -           |
| NC25   | Liu Ligin                | China                          | 154,850 | 49,9 (25)   | 2.39,3 (18)   | 1.43,7 (32) | -           |
| NC26   | Martine Ivangine         | Frankrijk                      | 154,967 | 49,5 (20)   | 2.41,6 (24)   | 1.43,2 (30) | -           |
| NC27   | Herlind Hürdler          | Duitse Democratische Republiek | 155,000 | 50,4 (28)   | 2.41,1 (22)   | 1.41,8 (25) | -           |
| NC28   | Rita Schmidt             | Duitse Democratische Republiek | 155,117 | 51,4 (31)   | 2.38,9 (15)   | 1.41,5 (24) | -           |
| NC29   | Hildegard Sellhuber      | Bondsrepubliek Duitsland       | 155,850 | 50,1 (26)   | 2.43,8 (28)   | 1.42,3 (28) | -           |
| NC30   | Wanda Król               | Polen                          | 156,733 | 49,8 (23)   | 2.45,4 (30)   | 1.43,6 (31) | -           |
| NC31   | Agneta Schützer          | Zweden                         | 157,867 | 49,8 (23)   | 2.47,3 (31)   | 1.44,6 (34) | -           |
| NC32   | Adelhejda Mroske         | Polen                          | 157,883 | 49,1 (14)   | 2.55,0 * (35) | 1.40,9 (20) | -           |
| NC33   | Kornelia Ihász           | Hongarije                      | 158,983 | 52,1 (32)   | 2.45,1 (29)   | 1.43,7 (32) | -           |
| NC34   | Hannelore Strauß         | Bondsrepubliek Duitsland       | 161,067 | 52,5 * (33) | 2.48,5 (33)   | 1.44,8 (35) | -           |
| NC35   | Arja Kantola             | Finland                        | 162,467 | 57,7 * (34) | 2.41,6 (24)   | 1.41,8 (25) | -           |

* = met val
NC = niet gekwalificeerd
NF = niet gefinisht
NS = niet gestart
DQ = gediskwalificeerd
Vet gezet = kampioenschapsrecord